# Little Donaldson River
Der Little Donaldson River ist ein Fluss im Nordwesten des australischen Bundesstaates Tasmanien.

## Geografie
Der fast 33 Kilometer lange Little Donaldson River entspringt an den Südosthängen des Mount Bertha, westlich des Savage-River-Nationalparks, wenig südlich der Quelle des Donaldson Rivers. Er fließt parallel zu diesem nach Südwesten und mündet rund zweieinhalb Kilometer südwestlich des Mount Bolton in ihn.